# Alcudia de Guadix
Alcudia de Guadix est une ville d’Espagne, dans la province de Grenade, communauté autonome d’Andalousie.